# 照明淨寺
25°07′54″N 121°30′50″E / 25.131714°N 121.513836°E
照明淨寺，又名照明寺，舊名照明宮、情人廟，是位於台灣台北市北投區奇岩里的佛寺，1973年末成立時原為佛道混合的寺廟，因擺設司馬相如、卓文君的蠟像，招致衛道人士反彈與政府介入，也引起觀光風潮。

## 歷史

### 建立之初
此廟為華僑姚照明為還願在1966年捐款，由旅菲華僑作家許希哲負責管理。動工四年多，耗資逾新台幣一千萬元，佔地約一千坪左右，在1973年底全部裝潢完竣。寺址為北投區奇岩里崇仰七路五十三號。
場所共分成兩大殿，主殿供奉媽祖與觀世音；側殿供奉「乾坤二神」玉皇大帝與王母娘娘。由於傳說乾坤二神掌管五倫，許希哲選了中國愛情故事的蠟像放在乾坤二神兩旁，以歌頌愛情，側殿遂先稱為「情人廟」。
情人廟外觀類似泰國、印度建築風格，由許希哲親自設計。廟內的場景是一座竹節茅草搭建的小酒店裡，司馬相如為兩名酒客斟酒，卓文君在廚房火爐旁弄菜；另一側是牛郎織女在鵲橋相會。這六座蠟像是1973年底林健成所接受許希哲請託，製成「牛郎織女鵲橋會」、「文君當爐相如斟酒」這兩主題。其壁上還有一些「愛情警惕語」，包括「情人雙雙進廟來，不求兒女不求財，廟前跪下起個誓，誰先變心誰先埋」、「真愛用情，假愛用心，用情苦，用心更苦。」及「相愛容易相處難」等等。

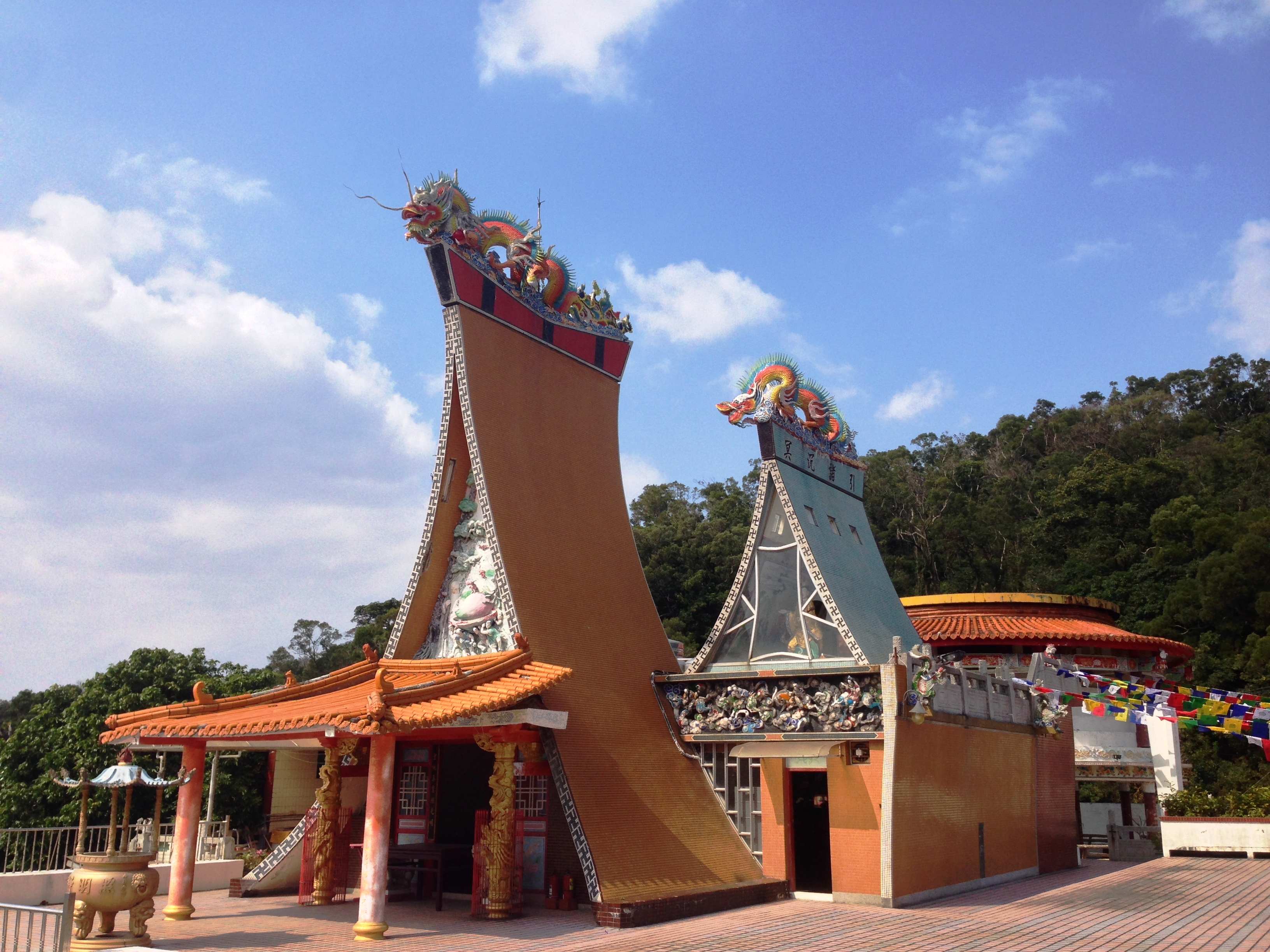
情人廟
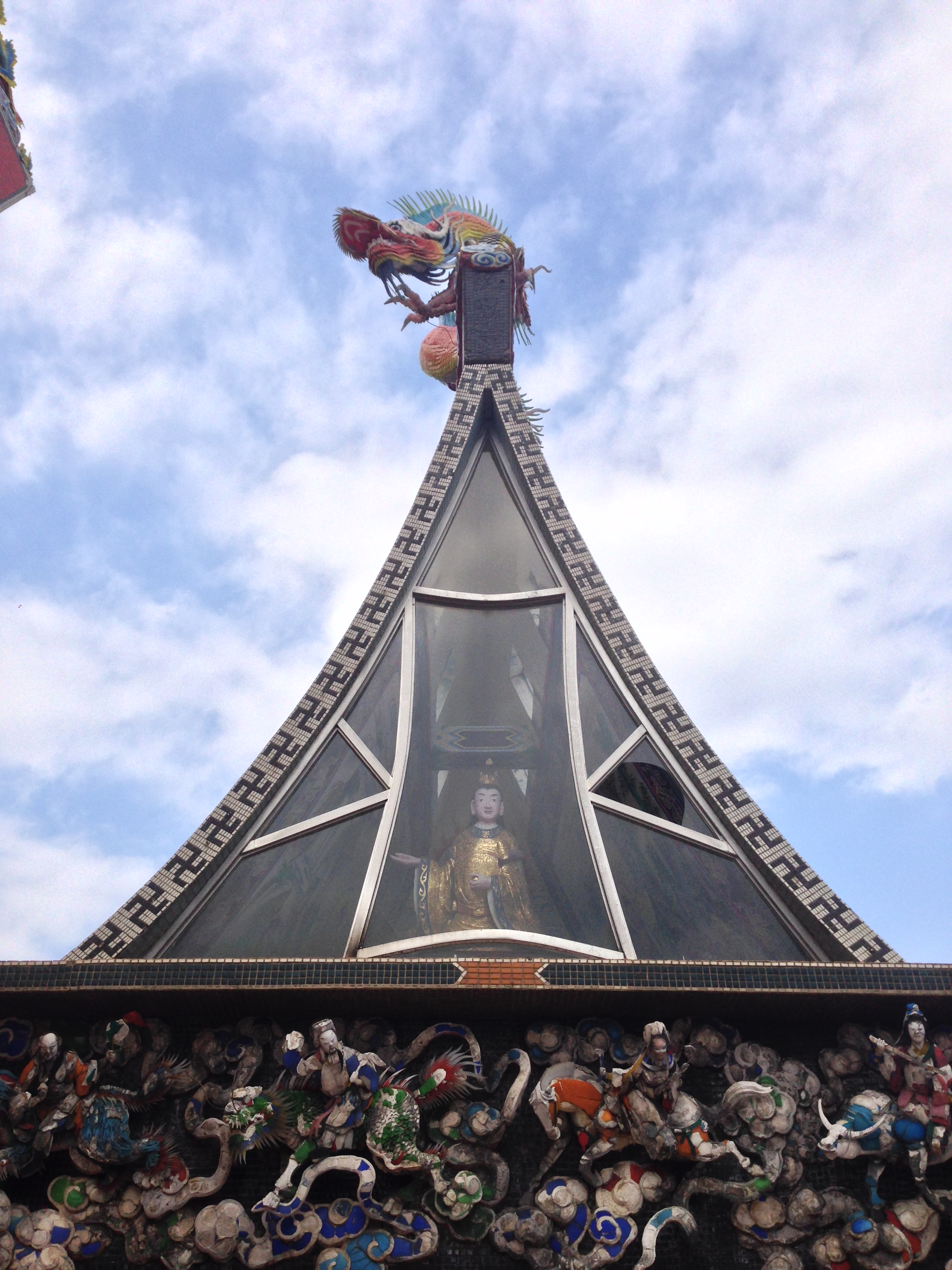
情人廟男子像
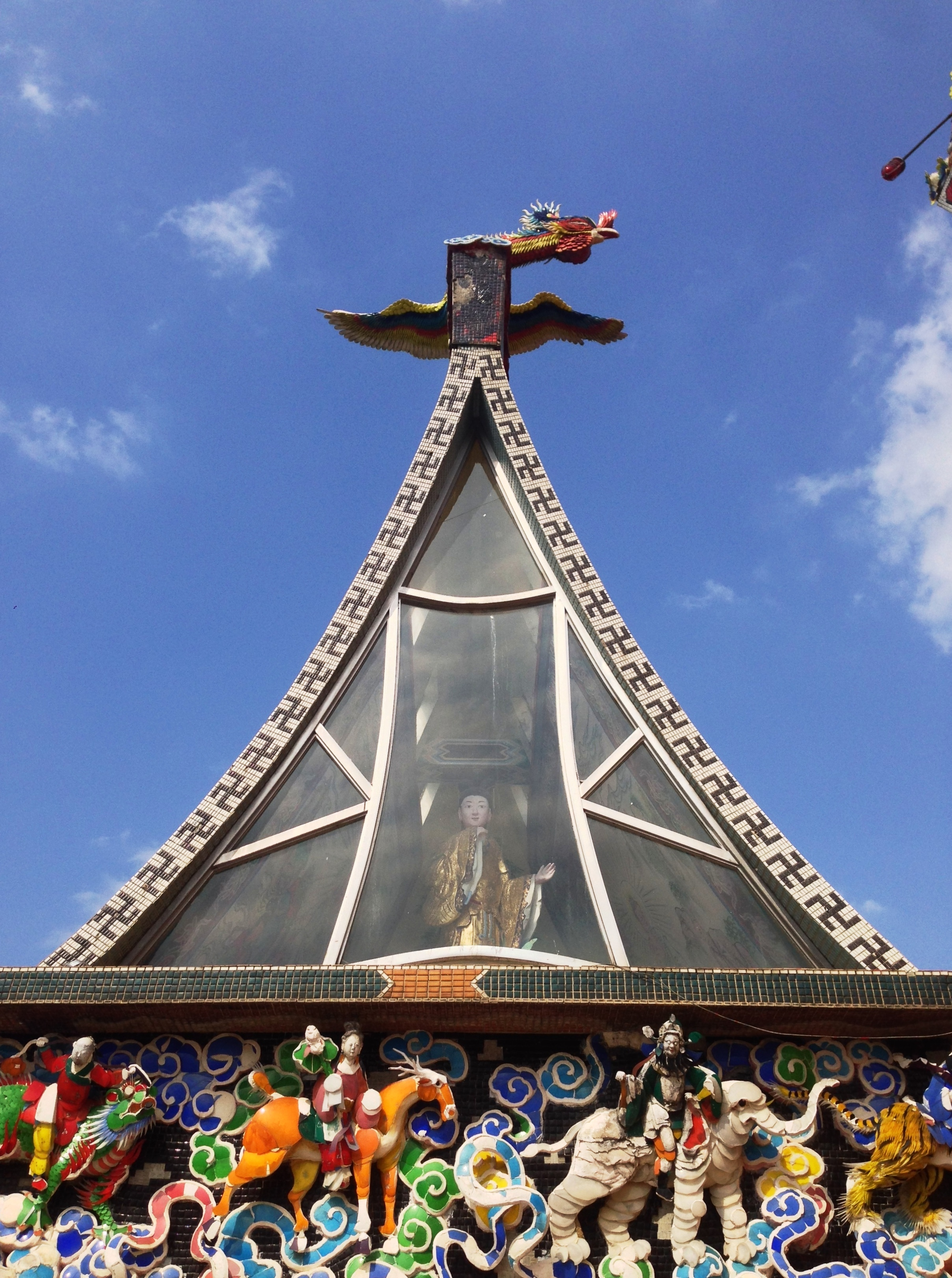
情人廟女子像

除主殿與情人廟外，還曾設有關公廟、福字花園、岳飛祠等。壁畫從《西遊記》、《封神榜》、蘇武牧羊，《二十四孝》、到田單復國、七十二烈士都有。

### 引起輿論
情人廟的設立在1974年引起各方不同的意見。反對者認為愛情體裁在廟宇是不倫不類，而選擇「文君當爐」甚至與中國傳統善良風俗違背。贊同者，如《聯合報》在該年西洋情人節接到許多青年學生居多的電話，認為陳列司馬相如和卓文君的蠟像並不違背善良風俗。學者薩孟武批評以司馬相如的愛情故事來作表率很荒謬，至於牛郎織女也無必要。他理由說中國過去是男耕女織，所以每年農曆七月供奉牛郎織女；但從鴉片戰爭以後，洋布取代土布，就很少有人再供奉。孫同勳從復興中華文化的觀點看，卓文君不合乎婦德；若以純愛情的觀點來看，也沒有什麼不可以。顏元叔呼籲政府對民間團體的活動不耍干涉太多，說目前一些正式結合的夫妻也不見得有真愛。
余光中則讚許情人廟可讓相信愛情永恆的人、及受了情傷的人有個去處。作家阮文達也贊同，認為是這只是種心靈的寄託、兼收并蓄的宗教觀念。

### 政府介入
主管台北市寺廟與民俗的臺北市政府民政局接到市民反對的投書後，曾派員到情人廟查看，亦反應根據法律中只有「淫教邪寺」才能取締，需請示內政部後再決定。內政部官員在1974年2月25日表示，將先徵詢佛教和道教界人士意見後再行處理；亦表示蠟像引起議論的主因是其供奉於廟內，若以民間故事方式供於蠟像館或其他觀光地區，相信就不致引起議論。中華民國佛教會秘書長馮永禎先表示需研究後才能表示意見；中華民國道教會台北市分會總幹事張檉表示則認為，如該蠟像僅供欣賞而不祭祀，似不應干涉。其後，佛教協會與道教協會都認為照明宮所供奉的蠟像與他們傳統習慣不合。
同年4月初，內政部表示北投區照明宮使用「情人廟」之名不符規定，且照明宮登記宗教派別為佛教，亦不合寺廟傳統。因此命令不准再用「情人廟」、「情愛廟」等名外，司馬相如、卓文君與牛郎織女的蠟像也需搬離該廟。
許希哲知曉後計畫再將改稱為「情愛閣」或「情愛樓」，但不願遷移蠟像。他解釋這是華僑獨資興建，非化緣勸募、非合股捐助，同時也不收香火錢，何況蠟像又非供人祀奉，又說蠟像有觀光價值。
《聯合報》也在同年4月8日收到幾通電話，希望政府不要取締，認為這座廟主要是供人遊覽觀光，不宜與宗教信仰相提並論，還有大學女生說總比在西門町泡咖啡館好。也有年長者打電話給《聯合報》要求遷移蠟像，說與「固有道德」不符。在4月到5月間，該報黑白集社論就有三篇文章批評政府干涉人民，呼籲保留蠟像。
次日，4月9日，對廟方抗議蠟像搬遷，台北市民政局建議一種解套方式，就是照明宮仍使用原先寺廟登記，而情人廟脫離照明宮並取消「廟」名。如此，陳列卓文君等人蠟像之場所，僅為一私人建築，與主管寺廟的民政局無關。
該年4月10日，廟方已將該寺的另一名稱「情愛廟」三個字拆下。而內政部的意見是蠟像亦與寺廟傳統習俗不合，故函令台北市民政局轉知改善。

### 觀光風潮
軍艦岩的健行路線可分兩條，一是到情人廟，另一條是到北投陳濟棠墓園。
爭議的發生替情人廟招攬來大批遊客，以雙雙對對的青年男女為多數，北投通往臥龍山上的威靈頓公路行人如織，因此威靈頓新村的外僑聯名向台北市長張豐緒抗議。對外僑抗議情人廟遊客影響環境，卻有住在外僑附近地區讀者向薇薇夫人來函抱怨亦被外國人吵得夜夜不得安寧。廟方說觀光風潮也是始料未及之事，於是在廟門口釘個公告，說明工程尚未竣工，希望遊客隨時保持安寧及維護環境清潔。但情人廟的織女還被遊客扭斷手部、拉掉耳朵，廟方只好送到在新竹的林健成整修。1975年，林健成投稿給《聯合報》對情人廟的作品表示後悔，希望全部收回，因為覺得沾上商業活動。
台灣省主席謝東閔也在經濟會議之前抽空到情人廟一遊，對壁上的「相愛容易相處難」發表感想。還有情侶因為抽到壞籤而分手。歌星凌峰和晏偉玲在此廟前舉行婚禮。還有瓜地馬拉駐中華民國大使Agustin Donis Kestler其妻子，把照明宮供奉的觀音菩薩、玄天上帝、福德正神三尊神像帶回瓜地馬拉供奉。

### 改為佛寺
過去情人廟並沒有接受香油錢，全由姚姓華僑與許希哲籌措。1987年，情人廟因維持經費發生困難，由李俊男（本名李生傳、法名藥慧法師）以一億多元買下全部廟產，並將擺設十多年的蠟像全拆除，改建為大雄寶殿供奉觀世音菩薩、釋迦牟尼和彌勒佛等神像，1989年改名為「照明寺」。
1997年，改名為「照明淨寺」。經幾年的擴建，崇仰七路51號2樓的觀音寶殿供奉著四向千手千眼觀世音菩薩，並有八十四尊形象不同的觀音像，廟旁的逯天亭內有仿自杭州淨慈寺的五百尊羅漢塑像。
寺方依然會舉行情人節活動，如邀請過林韋君與許紹洋乘寺方安排的「愛情巴士」到情人廟內許願祈福。

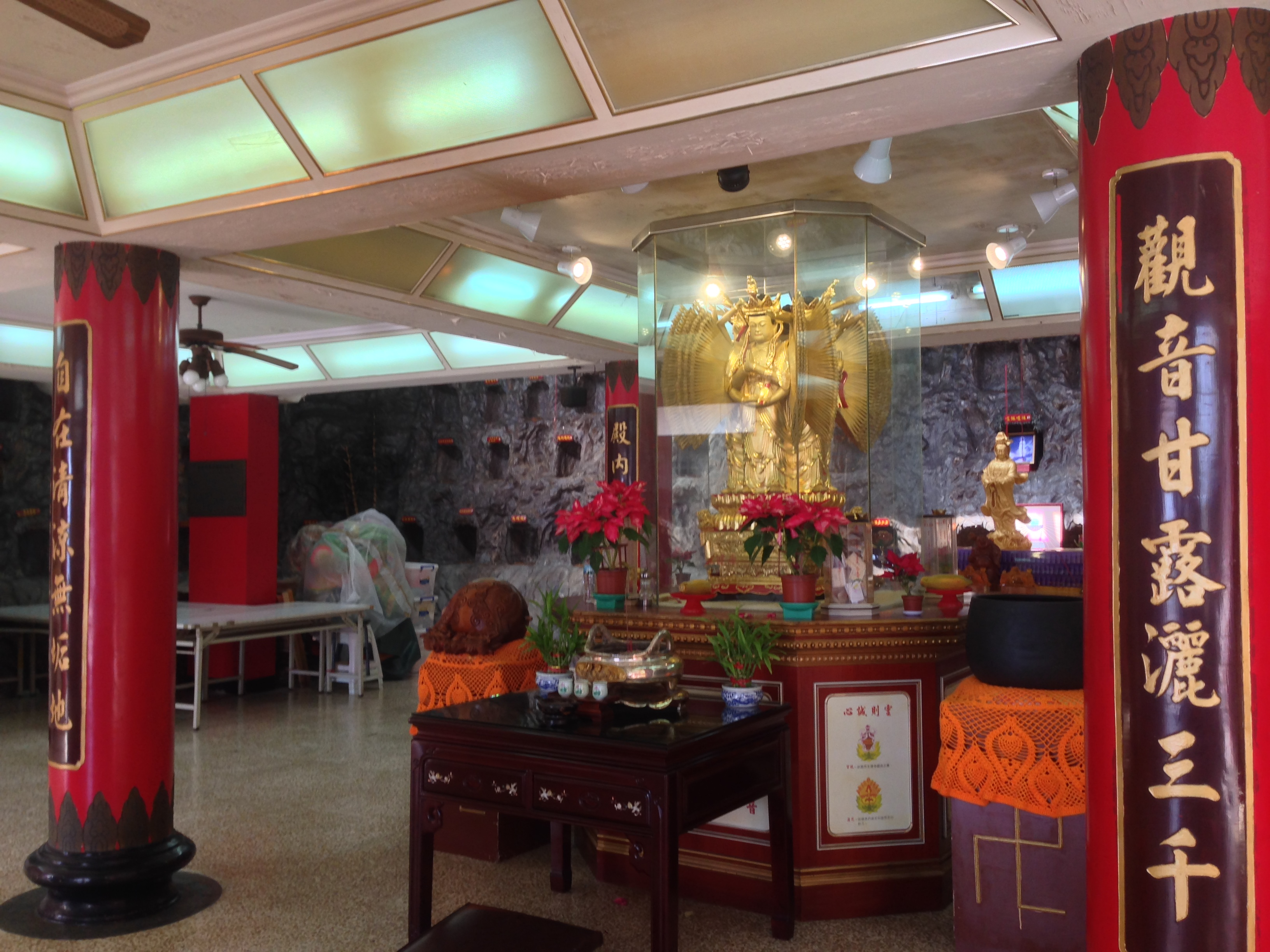
情人廟內供奉的四面觀音是於1996年從上海龍華寺迎請[2]。
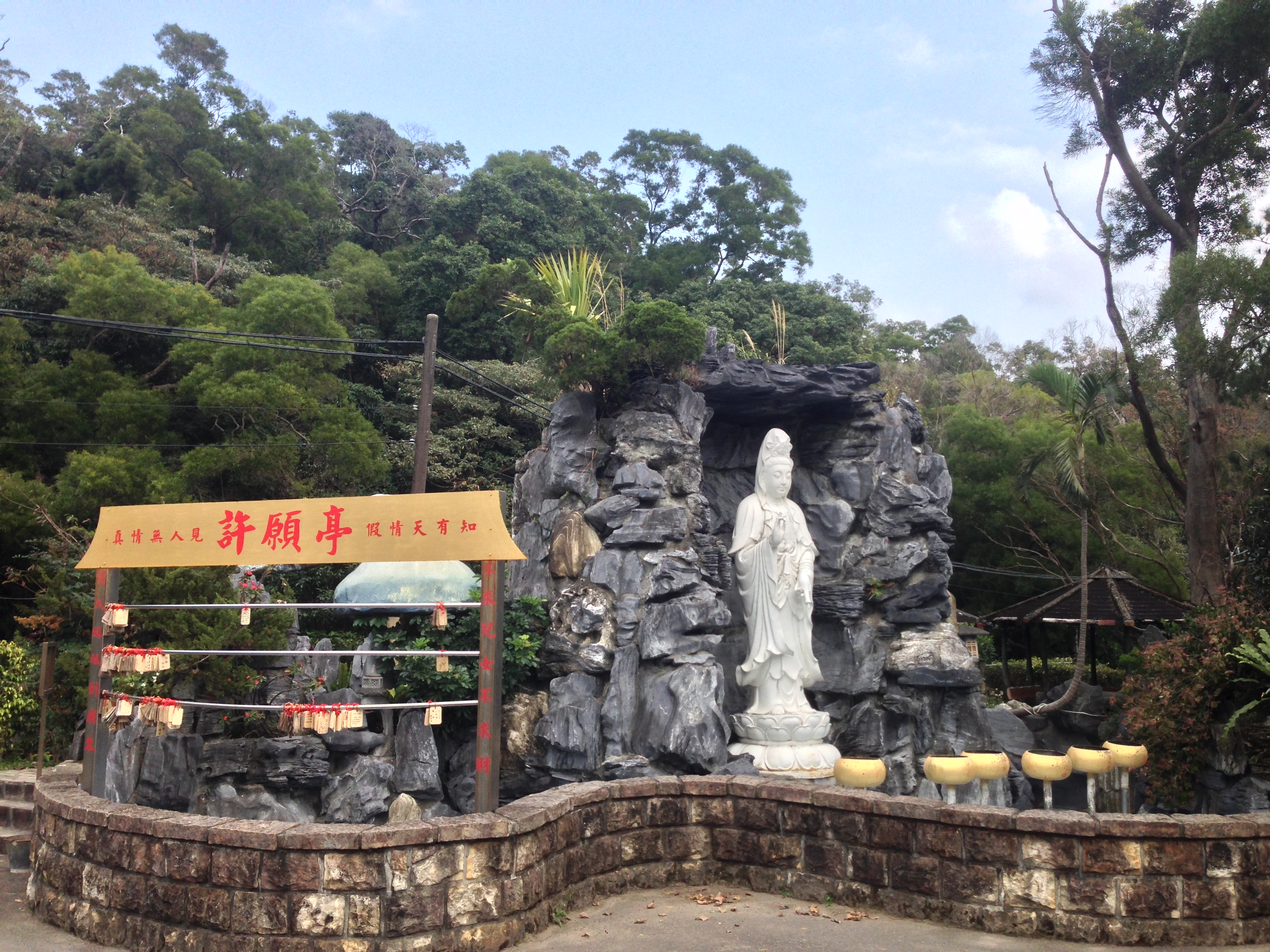
許願池裡有七個缽，分別代表七種的願望[2]。